# Emmanuelle Arsan
Marayat Rollet-Andriane, antigament Marayat Krasaesin (en tailandès มารยาท กระแสสินธุ์) o el seu nom de naixement Marayat Bibidh (en tailandès RTGS: Marayat Phiphitwiratchakan ; nascuda el 19 de gener de 1932 - 12 de juny de 2005), coneguda amb el pseudònim Emmanuelle Arsan, va ser una novel·lista tailandesa-francesa, més coneguda per la novel·la amb el personatge de ficció Emmanuelle, una dona que emprèn un viatge d'autodescobriment sexual sota circumstàncies variables. Més tard es va afirmar que l'autèntic autor del llibre era el seu marit, Louis-Jacques Rollet-Andriane.

## Vida primerenca
Arsan va néixer Marayat Bibidh el 19 de gener de 1932 a Bangkok, Tailàndia, en una família aristocràtica siamesa estretament vinculada a la família reial.:130 La casa de la família de Marayat es trobava a l'acomodat districte d'Ekkamai de la capital tailandesa, on, segons es diu, va descobrir la seva sexualitat en companyia de la seva germana petita Vasana. :132
Després d'assistir a l'escola primària a Tailàndia, Marayat va ser enviada pels seus pares a Suïssa per continuar els seus estudis a l'internat extremadament selectiu de l'Institut Le Rosey, situat a Rolle, Cantó de Vaud. L'escola va oferir una educació bilingüe anglès-francès a la descendència de l'elit internacional. En un ball allà l'any 1948, la jove Marayat, de 16 anys, va conèixer per primera vegada el seu futur marit, el diplomàtic francès Louis-Jacques Rollet-Andriane, de 30 anys. Tot i que va ser amor a primera vista, no es van casar fins al 1956, després es van establir a Tailàndia, on Louis-Jacques va rebre un càrrec diplomàtic a la missió de la UNESCO a Bangkok.
Dins de l'atmosfera selectiva del Club Esportiu, Louis-Jacques i Marayat, amb la seva filosofia hedonista del sexe comunitari, van crear ràpidament sensació entre els intrusos, diplomàtics, pseudoespies, cònjuges avorrits i jet-set que van entrar i sortir expatriats. Com a resultat, la reputació de la parella aviat es va estendre més enllà del cercle restringit dels iniciats i va convertir la capital tailandesa en una destinació popular per als swingers. En aquest moment, van tenir la seva primera trobada amb el príncep italià ocioso Dado Ruspoli, que pertanyia a l'elit internacional de playboy dels anys 50 i el discurs del qual sobre el sexe va tenir un profund impacte en Marayat i Louis-Jacques. Immediatament, van fer de Dado el seu "guia espiritual" i "summe sacerdot de l'amor". :130
El 1963, Louis-Jacques va ser enviat a Itàlia, i durant cinc anys, la parella va residir tant a Venècia com a Roma, on van tornar a conèixer Ruspoli. Ell els introdueix a l'alta societat del llibertinatge transalpí. :133 De 1968 a 1980, Marayat i el seu marit sovint van alternar París i Bangkok.

## Carrera literària
La novel·la Emmanuelle es va publicar inicialment i es va distribuir clandestinament a França l'any 1959, sense nom d'autor. Les successives edicions es van atribuir a Emmanuelle Arsan, que posteriorment es va revelar que era Marayat Rollet-Andriane. Tot i que de vegades es va insinuar que la novel·la era quasi autobiogràfica, més tard es va revelar que l'autor real era el seu marit Louis-Jacques Rollet-Andriane. Diverses novel·les més van ser publicades sota el pseudònim d'Emmanuelle Arsan.
Entre 1974 i 1976, Arsan i el seu marit, en associació amb Just Jaeckin, van publicar la revista eròtica Emmanuelle, le magazine du plaisir (Emmanuelle, la revista del plaer) a França, aportant fotografies i text. :131, 133-134

## Carrera cinematogràfica i televisiva
Després de l'èxit de l'⁣adaptació cinematogràfica homònima de la seva novel·la de 1974, dirigida per Just Jaeckin, Arsan va ser la directora titular i guionista de la pel·lícula Laure (1976) sobre els descobriments sexuals d'una "Emmanuelle" més jove anomenada Laure, de nou en un entorn exòtic. De fet, la pel·lícula va ser dirigida per Louis-Jacques Rollet-Andriane i Roberto D'Ettorre Piazzoli, encara que Rollet-Andriane, frustrat pels problemes relacionats amb la seva col·laboració amb el productor, Ovidio G. Assonitis, va demanar que el nom d'Emmanuelle Arsan no estava associat al projecte, la qual cosa fa que la pel·lícula sigui acreditada a un director anònim.
Amb el nom "Marayat Andriane", Arsan va aparèixer a la pel·lícula The Sand Pebbles (1966) i en un episodi de la sèrie nord-americana The Big Valley ("Turn of a Card", 1967). Tot i que va signar un contracte amb 20th Century Fox, no va tornar a treballar com a actriu per a aquesta companyia. :128 La seva única altra aparició al cinema, acreditada com a Emmanuelle Arsan, va ser a Laure, que també es va estrenar sota el títol alternatiu Forever Emmanuelle.

## Vida personal
Marayat parlava amb fluïdesa el tailandès, francès i anglès. Entre les seves aficions i passions hi havia l'escriptura, la lectura, la fotografia, el cinema i les antiguitats, entre d'altres. Louis-Jacques Rollet-Andriane i ella va tenir dues filles, Sophie i Danièle. Se sap que va tenir relacions amb l'escriptor, mim i fotògraf beatnik francès Théo Lesouac'h, :130–132 i suposadament amb l'actor nord-americà Steve McQueen, durant el rodatge de The Sand Pebbles, encara que el que realment va passar entre ells segueix sent un misteri. :128

## Vida posterior
A principis de la dècada de 1980, Louis-Jacques i Marayat van decidir establir-se a França per a una vida molt més tranquil·la. Un amic iranià va oferir a la parella un terreny al sud del país, prop de la comuna de Callas, al Var. Va ser en aquest domini boscós on van construir el seu lloc de retir, "Chantelouve d'Emmanuelle", una casa aïllada d'una sola planta construïda al voltant d'un ampli pati. Louis-Jacques va continuar amb la seva escriptura, feliç de correspondre amb els fans Emmanuelle sota el seu pseudònim Emmanuelle Arsan, mentre que Marayat, els seus somnis d'estrellat molt enrere, es va conformar a envellir amb gràcia, amb alguna visita ocasional a Bangkok. Va ser en aquest moment que Nitya Phenkun va entrar a les seves vides. Era una antiga coneguda de Louis-Jacques, després d'haver estat la seva secretària (i mestressa) durant el seu desplaçament diplomàtic a Bangkok, i en traslladar-se a Chantelouve, va assumir les seves funcions anteriors, segons es va formar un trio amb la parella Rollet-Andriane.:134

## Malaltia i mort
L'any 2001, Marayat es va emmalaltir de sobte. Li van diagnosticar escleroderma sistèmica, una malaltia autoimmune rara i incurable, que li havia donat problemes per primera vegada als 20 anys. Després d'un període de remissió que havia durat 49 anys, la malaltia va tornar i li va atacar les cames, causant-li un patiment agut i afectant ràpidament la seva mobilitat. La seva salut es va deteriorar encara més quan la gangrena es va produir ràpidament i se li van haver d'amputar les dues cames per sobre del genoll. Per tant, es va veure obligada a passar els quatre anys restants de la seva vida enllitada, sent tractada a casa per una infermera privada. Marayat va morir el 12 de juny de 2005 a Chantelouve, als 73 anys. El seu marit va morir tres anys més tard, l'abril de 2008.:134
Nitya Phenkun, l'únic beneficiari dels drets d'autor dEmmanuelle, va tornar a Tailàndia poc després de la mort de Louis-Jacques i va posar la propietat de Chantelouve a la venda.:134

## Obres

### Llibres
En francès
- 1959 Emmanuelle – Éric Losfeld (edició clandestina), 308 pàgines
- 1960 Emmanuelle L'anti-vierge – Éric Losfeld (edició clandestina), 356 pàgines
- 1967 Emmanuelle – La leçon d'homme – París, Éric Losfeld, Le Terrain Vague, 232 pàgines
- 1968 Emmanuelle – L'anti-vierge – París, Éric Losfeld, Le Terrain Vague, 296 pàgines
- 1968 Epître à Paul VI (Lettre ouverte au pape, sur la pilule) – París, Éric Losfeld
- 1969 Nouvelles de l'érosphère – París, Éric Losfeld, Le Terrain Vague, 215 pàgines
- 1969 Dessins érotiques de Bertrand vol. 1- Pistils ou étamines, une liesse promise – París, Eric Losfeld
- 1971 Emmanuelle à Rome (amb el pseudònim de Bee Van Kleef) – París, Eureditions, 280 pàgines. reimpressió: Mont-real, Les Presses Libres, 1972. reimpressió: Tolosa, Llibre d'Oc, 1979. reedició: París, Belfond, 2013
- 1974 Mon "Emmanuelle", leur pape, et mon Éros – París, Christian Bourgois, 219 pàgines
- 1974 L'Hypothèse d'Éros – París, Filipacchi, 287 pàgines
- 1975 Les Enfants d'Emmanuelle – París, Opta, 317 pàgines
- 1976 Laure – París, Pierre Belfond, 312 pàgines
- 1976 Néa – París, Opta, 264 pàgines
- 1978 Toute Emmanuelle – París, Pierre Belfond, 224 pàgines
- 1979 Vanna – París, Pierre Belfond, 315 pàgines
- 1983 Sainte louve – París, Pierre Belfond, 352 pàgines
- 1988 Les Soleils d'Emmanuelle – París, Pierre Belfond, 264 pàgines. reedició: París, Belfond, 2013
- 1988 Emmanuelle (Première édition intégrale) [primera edició íntegra] – París, Robert Laffont/Jean-Jacques Pauvert
- 1989 Les Débuts dans la vie – París, Le Grand Livre du mois, 191 pàgines. reedició: París, Belfond, 2013
- 1989 Valadié – París, Éditions Lignes, 190 pàgines
- 1991 Chargée de mission – París, Pierre Belfond, 201 pàgines
- 1993 Bonheur – Les Cahiers de l'Égaré, 91 pàgines
- 1994 Aurélie – París, Pierre Belfond, 213 pàgines. reedició: París, Belfond, 2013
- 2003 La Siamoise nue – París, Le Cercle, 552 pàgines
- 2008 Bonheur 2 – Les Cahiers de l'Égaré, 125 pàgines
- 2008 Parce qu'ils ne pouvaient pas s'en empêcher, a: Disparition de Michel Bories, Les Cahiers de l'Égaré, 250 pàgines
- 2016 La Philosophie nue – Éditions Le Sélénite, 116 pàgines

En traducció a l'anglès
- 1978Arsan, Emmanuelle. Nea A Young Emmanuelle.  St Albans, Herts.: Granada, 1978. ISBN 0583-13053-4. OCLC 1017218723. Traducció de Piano, Celeste. St Albans, Herts. : Granada. 1978. ISBN <bdi>0583-13053-4</bdi> . OCLC 1017218723 .

### Pel·lícula
- 1966 El Iang-tsé en flames
- 1967 The Big Valley (episodi "Turn of a Card")
- 1976 Laure